# Kunos Tamás
Kunos Tamás (Nagykőrös, 1970) Kossuth-díjas brácsás, zenéjét énekkel is kíséri.

## Életpályája
1986 júliusában brácsázni kezdett a jászberényi zenész-táncos táborban. 1988-ban a Csík zenekar egyik alapító tagja volt. Közel tízévnyi szünet után 2001 januárja óta ismét a zenekarban játszik. 

## Díjai
- 2010 – Prima Primissima díj (Csík zenekarral)
- 2013 – Kossuth-díj (Csík zenekarral)